# Tempio del Sole (Roma)
Il tempio del Sole è stato un tempio della città di Roma, dedicato dall'imperatore Aureliano al dio Sol Invictus nel 275, per sciogliere il voto fatto in occasione della sua conquista di Palmira nel 272.
Per il culto fu istituito un collegio di pontifices (Dei) Solis e dei giochi annuali con corse nel circo, oltre a giochi quadriennali (agon Solis) da tenersi al termine dei Saturnalia.
Dalle fonti sappiamo che si trovava nella regio VII "Via Lata", nel Campus Agrippae, che fu ornato con il bottino di guerra preso a Palmira e che era circondato da portici, dove aveva sede il deposito dei vina fiscalia, vino venduto a prezzo ridotto alla plebe di Roma a partire dall'epoca di Aureliano. La localizzazione coincide con l'attuale piazza di San Silvestro, presso la chiesa di San Silvestro in Capite.

## Descrizione

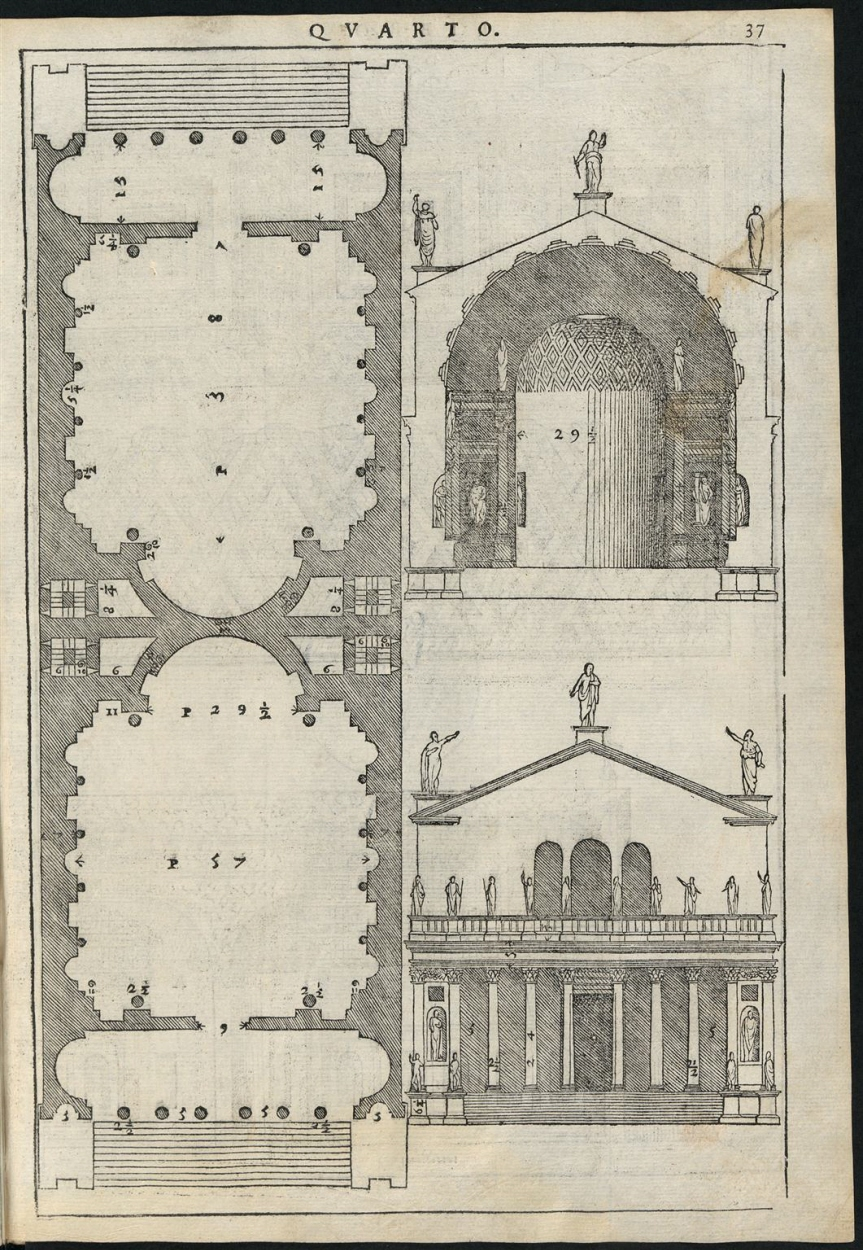
Tempio del Sole (Palladio)

Un primo cortile (55 m x 75 m) presentava i lati brevi costituiti da due emicicli e le pareti ornate da due ordini di colonne che inquadrano nicchie; gli ingressi ad arco erano inquadrati da colonne giganti per l'intera altezza. Un piccolo ambiente quadrato (15 m x 15 m) lo separa da un secondo cortile più ampio (130 m x 90 m), posto sullo stesso asse, con tre nicchie rettangolari aperte sui lati lunghi (le due laterali, più ampie, con ingresso a due colonne e dotate di una piccola abside) e altre tre nicchie sul lato breve di fondo, quella centrale semicircolare e quelle laterali anch'esse rettangolari, tutte e tre ancora con ingresso a due colonne. Al centro del secondo portico Palladio disegnò un tempio circolare, privo tuttavia di misure a differenza delle altre strutture e probabile invenzione dell'architetto sul modello del tempio di Ercole a Tivoli.
L'Arco di Portogallo doveva costituire uno degli ingressi al complesso. L'orientamento del complesso rispetto alla via Lata (attuale via del Corso) è discusso.